# نیلانگا
نیلانگا (به انگلیسی: Nilanga) یک منطقهٔ مسکونی در هند است که در بخش لاتور واقع شده‌است. نیلانگا ۳۶٬۱۱۲ نفر جمعیت دارد و ۵۸۳ متر بالاتر از سطح دریا واقع شده‌است.